# Пасадіна (Техас)
Пасадіна або Пасадена (англ. Pasadena) — місто (англ. city) у США, в окрузі Гарріс на півдні штату Техас, південне передмістя Х'юстону. Населення — 151 950 осіб (2020). У місті є відділення Університету Х'юстона-Клір-Лейк й громадський коледж Сан-Хасінто. Є у Пасадені декілька музеїв, філармонія, родео, полуничний фестиваль. На узбережжі Галвестонської затоки знаходиться Арманд Байоу — заповідник площею в 1000 га зі збереженою природою.

## Історія
До європейців на берегах Галвестонської затоки мешкали індіанці племен каранкава, атакапан й частково акокіза.
Місто Пасадіна було засноване 1893 року й назване за Пасаденою у Каліфорнії. Історично Пасадіна була центром вирощування полуниці. З відкриттям покладів нафти 1901 року у Техасі, з 1920 року нафтогінне виробництво з'являється у Пасадені. Згодом за промисловістю Пасадіна перегнала сусідній Х'юстон. Промисловість головно сконцентрована в індустріальному районі Бейпорт.

## Географія
Пасадіна розташована за координатами 29°39′30″ пн. ш. 95°9′2″ зх. д. / 29.65833° пн. ш. 95.15056° зх. д. (29.658263, -95.150478). За даними Бюро перепису населення США в 2010 році місто мало площу 114,65 км², з яких 110,75 км² — суходіл та 3,90 км² — водойми.

## Демографія
Згідно з переписом 2010 року, у місті мешкали 149 043 особи в 48 471 домогосподарстві у складі 35 824 родин. Густота населення становила 1300 осіб/км². Було 53899 помешкань (470/км²).
Расовий склад населення:
| - 75,3 % — білих - 2,3 % — чорних або афроамериканців - 2,1 % — азіатів - 0,7 % — корінних американців - 0,1 % — вихідців з тихоокеанських островів - 16,5 % — осіб інших рас |

До двох чи більше рас належало 2,9 %. Частка іспаномовних становила 62,2 % від усіх жителів.
За віковим діапазоном населення розподілялося таким чином: 30,7 % — особи молодші 18 років, 61,0 % — особи у віці 18—64 років, 8,3 % — особи у віці 65 років та старші. Медіана віку мешканця становила 30,7 року. На 100 осіб жіночої статі у місті припадало 99,0 чоловіків; на 100 жінок у віці від 18 років та старших — 96,4 чоловіків також старших 18 років.
Середній дохід на одне домашнє господарство становив 61 417 доларів США (медіана — 48 004), а середній дохід на одну сім'ю — 66 799 доларів (медіана — 53 129). Медіана доходів становила 41 519 доларів для чоловіків та 32 016 доларів для жінок. За межею бідності перебувало 19,9 % осіб, у тому числі 29,9 % дітей у віці до 18 років та 9,3 % осіб у віці 65 років та старших.
Цивільне працевлаштоване населення становило 65 923 особи. Основні галузі зайнятості: освіта, охорона здоров'я та соціальна допомога — 16,3 %, виробництво — 15,1 %, будівництво — 14,4 %.

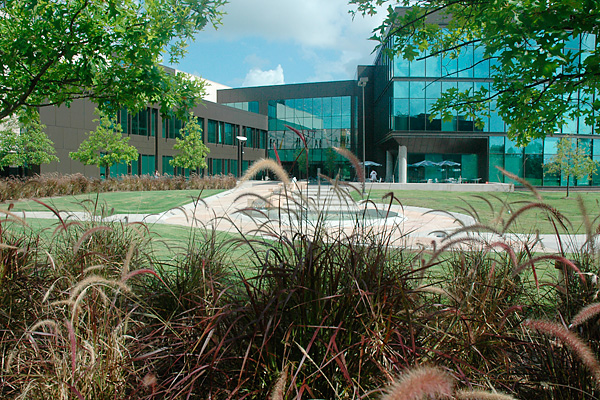
Університет Х'юстона-Клір-Лейк